# Sotkajärvi (sjö i Norra Österbotten, lat 64,78, long 26,28)
Sotkajärvi är en sjö i Finland. Den ligger i kommunen Utajärvi i landskapet Norra Österbotten, i den centrala delen av landet, 500 km norr om huvudstaden Helsingfors. Sotkajärvi ligger 70,8 meter över havet. Arean är 2,03 kvadratkilometer och strandlinjen är 21,75 kilometer lång. Sjön  ingår i Uleälvens huvudavrinningsområde.   I omgivningarna runt Sotkajärvi växer i huvudsak blandskog.